# Thomas Boylston Adams (Jurist)

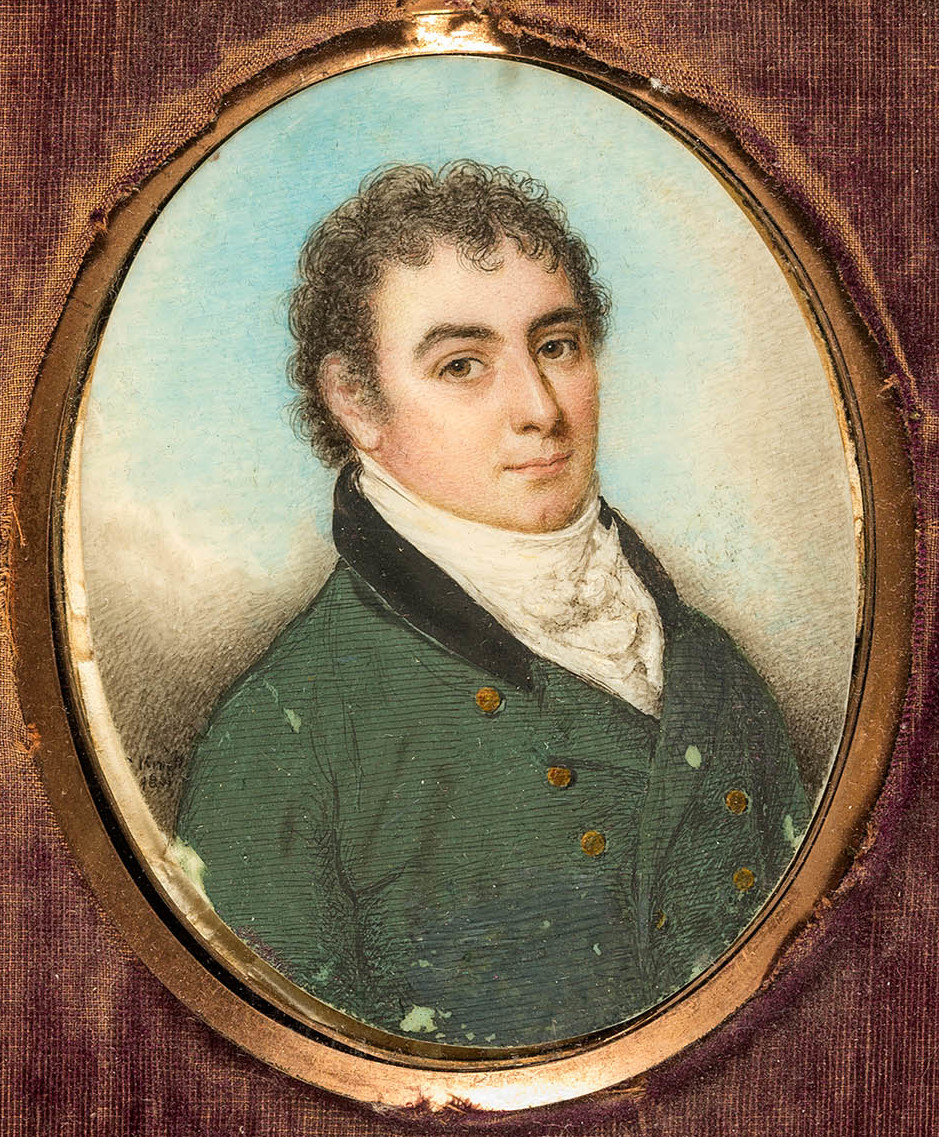
Thomas Boylston Adams (1815)

Thomas Boylston Adams (* 15. September 1772 in Quincy, Province of Massachusetts Bay; † 12. März 1832 in Quincy, Massachusetts) war ein britisch-amerikanischer Jurist und ein Mitglied der einflussreichen Adams-Familie.

## Leben
Thomas Boylston Adams war der dritte und jüngste Sohn von John Adams, 1797 bis 1801 zweiter Präsident der Vereinigten Staaten, und jüngerer Bruder von John Quincy Adams, 1825 bis 1829 sechster Präsident der Vereinigten Staaten. Thomas Boylston Adams erwarb 1790 an der Harvard University einen Abschluss. Anschließend erhielt er eine juristische Ausbildung bei Jared Ingersoll in Philadelphia. Er diente seinem Bruder John Quincy Adams als Sekretär, während dieser zwischen 1794 und 1798 nacheinander Botschafter in den Niederlanden, in Portugal und in Preußen war. Thomas Boylston Adams war 1805/06 Mitglied des Massachusetts General Court, 1811 wurde er leitender Richter am Circuit Court of Common Pleas for the Southern Circuit of Massachusetts. 
1810 wurde Thomas Boylston Adams in die American Academy of Arts and Sciences gewählt.
Adams war seit 1805 mit Ann Harrod (1774–1845) verheiratet. Das Paar hatte acht Kinder. Ihr gemeinsames Grab befindet sich auf dem Mount Wollaston Cemetery in Quincy.